# Belkino (Kaliningrad, Krasnosnamensk)
Belkino (russisch Белкино, deutsch Groß Wersmeningken, 1938 bis 1945 Langenfelde, litauisch Didieji Versmininkai) ist eine Siedlung in der russischen Oblast Kaliningrad im Rajon Krasnosnamensk. Sie gehört zur kommunalen Selbstverwaltungseinheit Munizipalkreis Krasnosnamensk.

## Geographische Lage
Belkino liegt 17 Kilometer nördlich der früheren Kreisstadt Dobrowolsk (Pillkallen/Schloßberg (Ostpr.)) und fünf Kilometer südwestlich der heutigen Rajonstadt Krasnosnamensk (Lasdehnen/Haselberg (Ostpr.)). Durch den Ort verläuft die Kommunalstraße 27K-105, die von Krasnosnamensk über Tolstowo (Löbegallen/Löbenau) nach Uslowoje (Rautenberg) führt. Innerorts mündet ein Landweg aus südlicher Richtung, der den inzwischen untergegangenen Ort Laukehlischken (1928 bis 1945: Cäsarsruhe, russisch: Danilewskoje) im Tal der Inster (russisch: Instrutsch) mit Belkino verbindet. Die nächste Bahnstation war vor 1945 der Bahnhof in Lasdehnen (Haselberg, jetzt: Krasnosnamensk) an der Bahnstrecke Pillkallen–Lasdehnen der Pillkaller Kleinbahn.

## Ortsname
Der deutsche bzw. litauische Ortsname leitet sich wohl ab vom litauischen Wort „wersme“ (versmė), das „Quelle“ bedeutet. Einen weiteren Ort namens „Groß Wersmeningken“ gab es im Kreis Gumbinnen. Er heißt heute Sarja. Ebenso gibt es heute einen anderen Ort namens Belkino, der bis 1938 Abelischken, 1938 bis 1945 Ilmenhorst hieß und zum Rajon Prawdinsk gehört.

## Geschichte

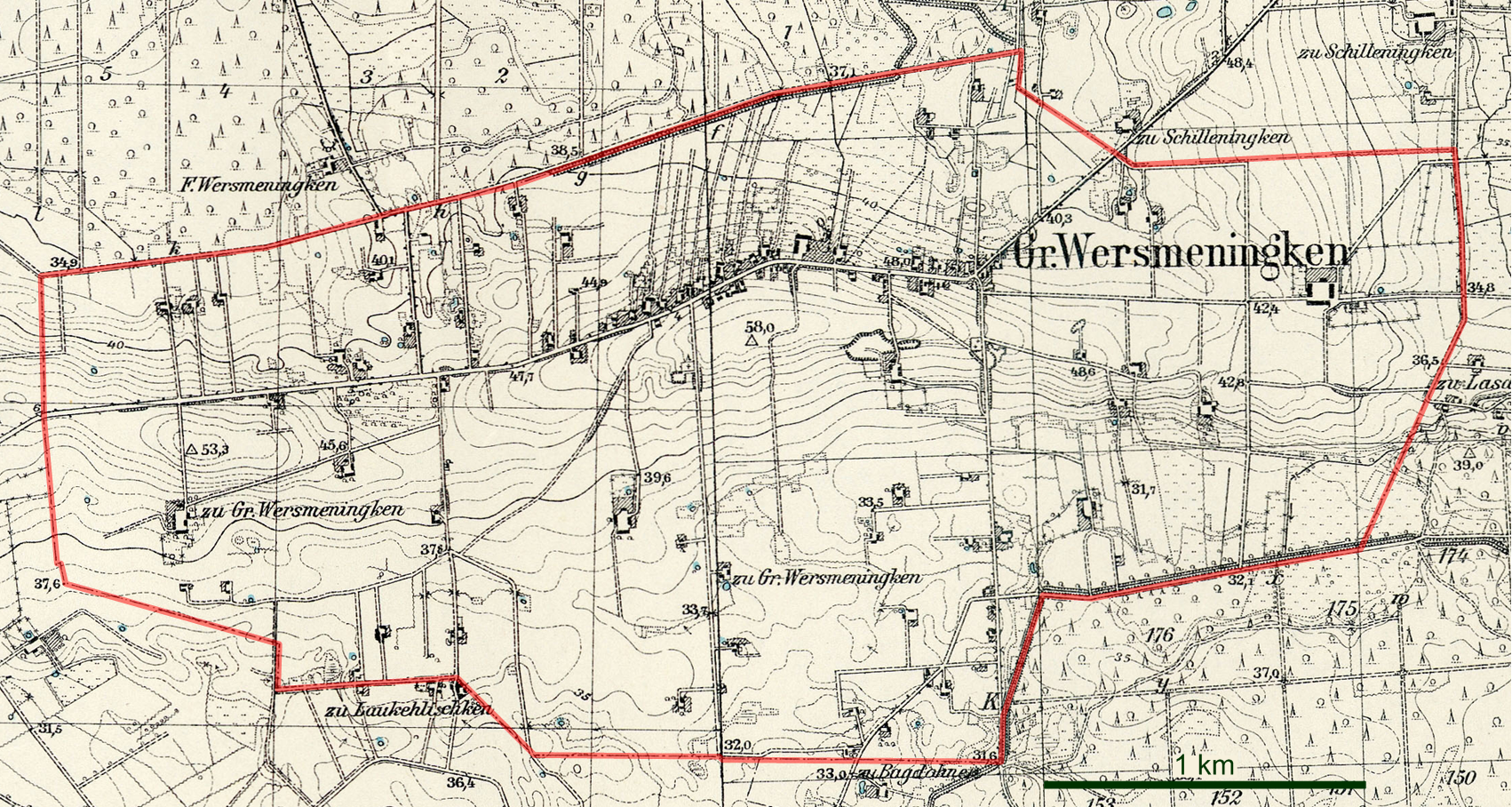
Die Landgemeinde Groß Wersmeningken auf einem Messtischblatt von 1927

Der zwei Kilometer nördlich der Inster gelegene Ort wurde erstmals 1525 als Wersamnigk erwähnt. Um 1780 war Groß Werschmeningken ein meliertes Dorf. Seit 1874 gehörte die Landgemeinde Groß Wersmeningken zum neu gebildeten Amtsbezirk Löbegallen im Kreis Pillkallen. Es gab auch die Försterei Wersmeningken im Uszballener Forst, die 1929 nach Groß Wersmeningken eingemeindet wurde. 1930 folgte noch ein Waldarbeitergehöft. 1938 wurde Groß Wersmeningken in Langenfelde umbenannt.
In Folge des Zweiten Weltkrieges kam das Dorf 1945 mit dem nördlichen Ostpreußen zur Sowjetunion. 1947 erhielt es die russische Bezeichnung Belkino und wurde gleichzeitig dem Dorfsowjet Tolstowski selski Sowet im Rajon Krasnosnamensk zugeordnet. Seit 1965 gehörte Belkino zum Chlebnikowski selski Sowet. Von 2008 bis 2015 gehörte der Ort zur Landgemeinde Wesnowskoje selskoje posselenije, von 2016 bis 2021 zum Stadtkreis Krasnosnamensk und seither zum Munizipalkreis Krasnosnamensk.

### Einwohnerentwicklung
| Jahr | Einwohner | Bemerkungen                                                               |
| ---- | --------- | ------------------------------------------------------------------------- |
| 1867 | 612       |                                                                           |
| 1871 | 615       | In der Försterei zusätzlich 10                                            |
| 1885 | 626       | in der Försterei Wersmeningken zusätzlich 5                               |
| 1905 | 608       | davon 171 litauischsprachige, in der Försterei Wersmeningken zusätzlich 8 |
| 1910 | 644       |                                                                           |
| 1933 | 532       |                                                                           |
| 1939 | 492       |                                                                           |
| 1984 | ~ 100     |                                                                           |
| 2002 | 64        |                                                                           |
| 2010 | 52        |                                                                           |
| 2021 | 64        |                                                                           |

## Kirche
Die überwiegende Mehrheit der Bevölkerung in Groß Wersmeningken resp. Langenfelde war vor 1945 evangelischer Konfession und in das Kirchspiel der Kirche Lasdehnen eingepfarrt. Es war Teil des Kirchenkreises Pillkallen (Schloßberg) in der Kirchenprovinz Ostpreußen der Kirche der Altpreußischen Union. Die zahlenmäßig unauffälligen katholischen Kirchenglieder gehörten zur Pfarrei Bilderweitschen (1938 bis 1946: Bilderweiten) im Dekanat Tilsit innerhalb des Bistums Ermland.
Heute liegt Belkino im weitflächigen Einzugsbereich der in den 1990er Jahren neu entstandenen evangelisch-lutherischen Gemeinde in Sabrodino (Lesgwangminnen, 1938 bis 1946 Lesgewangen), die zur Propstei Kaliningrad (Königsberg) der Evangelisch-lutherischen Kirche Europäisches Russland gehört. Die nächstgelegene katholische Gemeinde befindet sich jetzt in Neman (Ragnit).

## Persönlichkeiten des Ortes

### Söhne und Töchter des Ortes
- Christoph Kukat (* 31. Dezember 1844; † 3. August 1914), ostpreußischer Evangelist und Bußprediger, Gründer des Ostpreußischen Evangelischen Gebetsvereins

### Mit dem Ort verbunden
- Johanna Ambrosius (1854–1939), deutsche Schriftstellerin, Dichterin des ersten Ostpreußenliedes und zahlreicher anderer Gedichte, lebte von 1883 bis 1908 mit ihrem Mann Friedrich Wilhelm Voigt in Groß Wersmeningken[17]